# Skavtjärnen (Åsele socken, Lappland, 710689-158142)
Skavtjärnen är en sjö i Åsele kommun i Lappland och ingår i Ångermanälvens huvudavrinningsområde. Sjön har en area på 0,0994 kvadratkilometer och ligger 318,9 meter över havet.

## Delavrinningsområde
Skavtjärnen ingår i det delavrinningsområde (710752-158131) som SMHI kallar för Utloppet av Skavtjärnen. Medelhöjden är 326 meter över havet och ytan är 0,97 kvadratkilometer. Det finns inga avrinningsområden uppströms utan avrinningsområdet är högsta punkten. Vattendraget som avvattnar avrinningsområdet har biflödesordning 4, vilket innebär att vattnet flödar genom totalt 4 vattendrag innan det når havet efter 200 kilometer. Avrinningsområdet består mestadels av skog (38 procent) och sankmarker (52 procent). Avrinningsområdet har 0,1 kvadratkilometer vattenytor vilket ger det en sjöprocent på 10,1 procent.